# Urge (Kohila)
Urge – wieś w Estonii, prowincji Rapla, w gminie Kohila.

## Natura
Przez wieś przepływa rzeka Angerja.